# Manželský slib

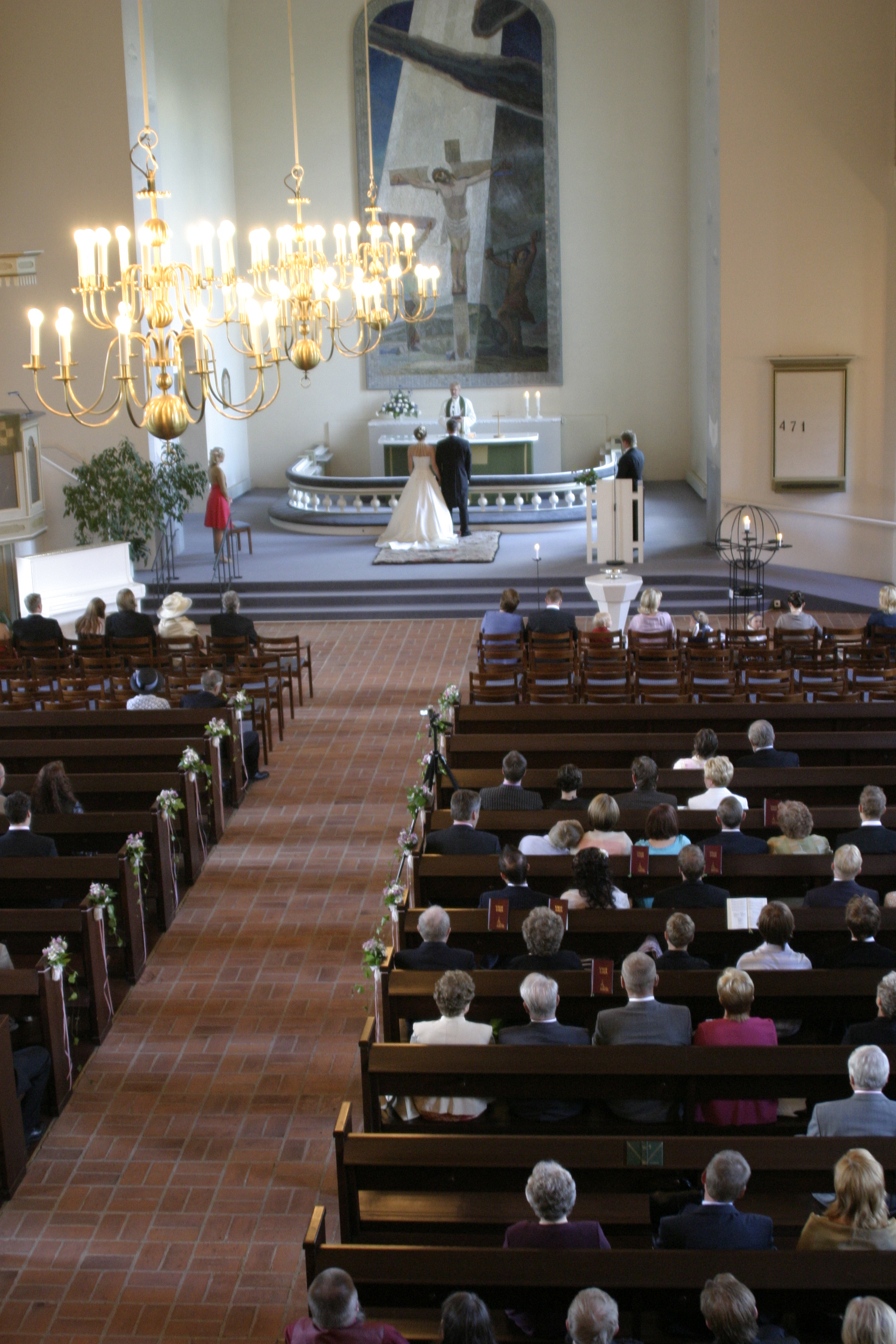
Svatba v luteránském kostele v Kiuruvesi, Finsko

Manželský slib skládají snoubenci při církevním sňatku (kromě pravoslaví). Slibují si jím vzájemně, že si zachovají lásku, úctu a věrnost a že druhého do smrti neopustí.
| „ | Já, N., odevzdávám se tobě, N., a přijímám tě za manželku (manžela). Slibuji, že ti zachovám lásku, úctu a věrnost, že tě nikdy neopustím a že s tebou ponesu všechno dobré i zlé až do smrti. K tomu ať mi pomáhá Bůh. Amen. | “ |